# Jevgeni Aldonin
Jevgeni Valerjevitsj Aldonin (Russisch: Евгений Валерьевич Алдонин) (Aloepka (Krim), 22 januari 1980) is een Russisch voormalig voetballer die speelde als verdedigende middenvelder. Aldonin oogstte een rijk palmares bijeen als speler van CSKA Moskou. Hij speelde 29 interlands in het Russisch voetbalelftal.

## Clubcarrière
Aldonin begon zijn loopbaan bij Rotor Volgograd. Oorspronkelijk kwam hij daar uit voor het reserveteam. Aldonin zou van 1999 tot 2003 het mooie weer maken in het eerste elftal van Volgograd, in die mate dat de Russische topclub CSKA Moskou hem op de radar kreeg. Hiermee won Aldonin verschillende prijzen tussen 2004 en 2013. Aldonin won de Premjer-Liga met CSKA Moskou in 2005 en 2006, maar bovenal won hij de UEFA Cup 2004/05 tegen het Portugese Sporting Lissabon. De finale werd vanuit een verloren positie (1–0 achterstand voor de pauze) toch nog met 1–3 gewonnen. Aldonin verliet vier minuten voor affluiten het veld, Rolan Goesev loste hem af.
Aldonin, die ook vijf Russische voetbalbekers bemachtigde met CSKA, was een trouwe werkkracht op het middenveld van CSKA. Hij speelde 213 competitiewedstrijden voor de club in de Premjer-Liga. In 2013 verliet Aldonin de club en hij zette reeds een jaar een punt achter zijn loopbaan bij Volga Nizjni Novgorod.
In 2017 en 2018 was Aldonin opnieuw te zien als voetballer bij het bescheiden Zorki Krasnogorsk.

## Interlandcarrière
Aldonin nam met het Russisch voetbalelftal deel aan EURO 2004, waar Rusland niet verder reikte dan de groepsfase. Aldonin begon aan de aftrap voor de eerste twee groepswedstrijden tegen Spanje (1–0 verlies) en tegen gastland Portugal (0–2 verlies). Tegen Griekenland (2–1 winst), de eindwinnaar van het EK, speelde hij niet mee.
Aldonin, geboren op de Krim, moest onder Guus Hiddink plaatsruimen voor de "gouden generatie van 2008" met onder anderen Andrej Arsjavin en Joeri Zjirkov.

## Erelijst
| Premjer-Liga           | 2x | 2005, 2006                   |
| Russische voetbalbeker | 5x | 2005, 2006, 2008, 2009, 2011 |
| Russische supercup     | 4x | 2004, 2006, 2007, 2009       |
| UEFA Cup               | 1x | 2004/05                      |